# Coppa Libertadores 1986
La Copa Libertadores de América 1986 fu la 27ª edizione della massima competizione calcistica per club sudamericana.

## Prima Fase
Legenda: Pti: Punti; G: giocate; V: vinte; N: nulle; P: Perse; GF: Gol fatti; GS: Gol subiti; DR: Differenza reti.

### Gruppo 1
| Squadra      | Pti | G | V | N | P | GF | GS | DR |
| ------------ | --- | - | - | - | - | -- | -- | -- |
| River Plate  | 11  | 6 | 5 | 1 | 0 | 13 | 4  | +9 |
| Wanderers    | 6   | 6 | 3 | 0 | 3 | 10 | 10 | 0  |
| Boca Juniors | 6   | 6 | 2 | 2 | 2 | 7  | 8  | -1 |
| Peñarol      | 1   | 6 | 0 | 1 | 5 | 4  | 12 | -8 |

| 9 luglio 1986  |     |              |  |              |
| Boca Juniors   | 1–1 | River Plate  |  | Buenos Aires |
| Wanderers      | 3–1 | Peñarol      |  | Montevideo   |
| 16 luglio 1986 |     |              |  |              |
| Wanderers      | 0–2 | River Plate  |  | Montevideo   |
| 17 luglio 1986 |     |              |  |              |
| Peñarol        | 1–2 | Boca Juniors |  | Montevideo   |
| 23 luglio 1986 |     |              |  |              |
| Wanderers      | 2–0 | Boca Juniors |  | Montevideo   |
| 24 luglio 1986 |     |              |  |              |
| Peñarol        | 0–2 | River Plate  |  | Montevideo   |
| 29 luglio 1986 |     |              |  |              |
| Peñarol        | 0–1 | Wanderers    |  | Montevideo   |
| 1º agosto 1986 |     |              |  |              |
| Boca Juniors   | 1–1 | Peñarol      |  | Buenos Aires |
| 6 agosto 1986  |     |              |  |              |
| River Plate    | 3–1 | Peñarol      |  | Buenos Aires |
| 7 agosto 1986  |     |              |  |              |
| Boca Juniors   | 3–2 | Wanderers    |  | Buenos Aires |
| 14 agosto 1986 |     |              |  |              |
| River Plate    | 4–2 | Wanderers    |  | Buenos Aires |
| 20 agosto 1986 |     |              |  |              |
| River Plate    | 1–0 | Boca Juniors |  | Buenos Aires |

### Gruppo 2
| Squadra              | Pti | G | V | N | P | GF | GS | DR |
| -------------------- | --- | - | - | - | - | -- | -- | -- |
| América              | 9   | 6 | 3 | 3 | 0 | 8  | 4  | +4 |
| Deportivo Cali       | 7   | 6 | 2 | 3 | 1 | 8  | 5  | +3 |
| Cobresal             | 7   | 6 | 1 | 5 | 0 | 6  | 7  | -1 |
| Universidad Católica | 1   | 6 | 0 | 1 | 5 | 5  | 13 | -8 |

| 12 marzo 1986        |     |                      |  |             |
| América              | 0–0 | Deportivo Cali       |  | Cali        |
| 18 marzo 1986        |     |                      |  |             |
| América              | 0–0 | Cobresal             |  | Cali        |
| 21 marzo 1986        |     |                      |  |             |
| Deportivo Cali       | 1–1 | Cobresal             |  | Cali        |
| 26 marzo 1986        |     |                      |  |             |
| Cobresal             | 1–1 | Universidad Católica |  | El Salvador |
| 1º aprile 1986       |     |                      |  |             |
| América              | 2–1 | Universidad Católica |  | Cali        |
| 4 aprile 1986        |     |                      |  |             |
| Deportivo Cali       | 3–1 | Universidad Católica |  | Cali        |
| 9 aprile 1986        |     |                      |  |             |
| Universidad Católica | 0–1 | Cobresal             |  | Santiago    |
| 10 aprile 1986       |     |                      |  |             |
| Deportivo Cali       | 0–1 | América              |  | Cali        |
| 15 aprile 1986       |     |                      |  |             |
| Universidad Católica | 1–3 | Deportivo Cali       |  | Santiago    |
| 18 aprile 1986       |     |                      |  |             |
| Cobresal             | 2–2 | América              |  | El Salvador |
| 22 aprile 1986       |     |                      |  |             |
| Cobresal             | 1–1 | Deportivo Cali       |  | El Salvador |
| 25 aprile 1986       |     |                      |  |             |
| Universidad Católica | 1–3 | América              |  | Santiago    |

### Gruppo 3
| Squadra             | Pti | G | V | N | P | GF | GS | DR |
| ------------------- | --- | - | - | - | - | -- | -- | -- |
| Bolívar             | 9   | 6 | 4 | 1 | 1 | 12 | 7  | +5 |
| Jorge Wilstermann   | 6   | 6 | 3 | 0 | 3 | 11 | 8  | +3 |
| Universitario       | 6   | 6 | 3 | 0 | 3 | 9  | 11 | -2 |
| Universidad Técnica | 3   | 6 | 1 | 1 | 4 | 7  | 13 | -6 |

| 27 aprile 1986      |     |                     |  |            |
| Universitario       | 2–0 | Universidad Técnica |  | Lima       |
| Bolívar             | 2–0 | Jorge Wilstermann   |  | La Paz     |
| 10 maggio 1986      |     |                     |  |            |
| Jorge Wilstermann   | 4–0 | Universitario       |  | Cochabamba |
| 11 maggio 1986      |     |                     |  |            |
| Bolívar             | 2–1 | Universidad Técnica |  | La Paz     |
| 13 maggio 1986      |     |                     |  |            |
| Bolívar             | 4–0 | Universitario       |  | La Paz     |
| 14 maggio 1986      |     |                     |  |            |
| Jorge Wilstermann   | 2–0 | Universidad Técnica |  | Cochabamba |
| 18 maggio 1986      |     |                     |  |            |
| Jorge Wilstermann   | 1–2 | Bolívar             |  | Cochabamba |
| Universidad Técnica | 1–3 | Universitario       |  | Cajamarca  |
| 21 maggio 1986      |     |                     |  |            |
| Universitario       | 3–0 | Bolívar             |  | Lima       |
| 24 maggio 1986      |     |                     |  |            |
| Universidad Técnica | 2–2 | Bolívar             |  | Cajamarca  |
| 25 maggio 1986      |     |                     |  |            |
| Universitario       | 1–2 | Jorge Wilstermann   |  | Lima       |
| 28 maggio 1986      |     |                     |  |            |
| Universidad Técnica | 3–2 | Jorge Wilstermann   |  | Cajamarca  |

### Gruppo 4
| Squadra         | Pti | G | V | N | P | GF | GS | DR |
| --------------- | --- | - | - | - | - | -- | -- | -- |
| Barcelona       | 8   | 6 | 4 | 1 | 1 | 13 | 6  | +7 |
| Coritiba        | 7   | 6 | 2 | 3 | 1 | 8  | 5  | +3 |
| Deportivo Quito | 7   | 6 | 2 | 3 | 1 | 12 | 11 | +1 |
| Bangu           | 2   | 6 | 0 | 2 | 4 | 6  | 12 | -6 |

| 20 aprile 1986  |     |                 |  |                |
| Barcelona       | 3–3 | Deportivo Quito |  | Guayaquil      |
| 25 aprile 1986  |     |                 |  |                |
| Barcelona       | 1–1 | Coritiba        |  | Guayaquil      |
| 29 aprile 1986  |     |                 |  |                |
| Deportivo Quito | 2–1 | Coritiba        |  | Quito          |
| 1º maggio 1986  |     |                 |  |                |
| Barcelona       | 1–0 | Bangu           |  | Guayaquil      |
| 6 maggio 1986   |     |                 |  |                |
| Deportivo Quito | 3–1 | Bangu           |  | Quito          |
| 13 maggio 1986  |     |                 |  |                |
| Bangu           | 1–1 | Coritiba        |  | Rio de Janeiro |
| 15 luglio, 1986 |     |                 |  |                |
| Bangu           | 1–2 | Barcelona       |  | Rio de Janeiro |
| 18 luglio 1986  |     |                 |  |                |
| Coritiba        | 0–0 | Barcelona       |  | Curitiba       |
| 22 luglio 1986  |     |                 |  |                |
| Bangu           | 3–3 | Deportivo Quito |  | Rio de Janeiro |
| 25 luglio 1986  |     |                 |  |                |
| Coritiba        | 3–1 | Deportivo Quito |  | Curitiba       |
| 29 luglio 1986  |     |                 |  |                |
| Coritiba        | 2–0 | Bangu           |  | Curitiba       |
| Deportivo Quito | 0–0 | Barcelona       |  | Quito          |

### Gruppo 5
| Squadra  | Pti | G | V | N | P | GF | GS | DR |
| -------- | --- | - | - | - | - | -- | -- | -- |
| Olimpia  | 4   | 2 | 2 | 0 | 0 | 5  | 2  | +3 |
| Nacional | 0   | 2 | 0 | 0 | 2 | 2  | 5  | -3 |

|                |     |          |  |          |
| 6 agosto 1986  |     |          |  |          |
| Olimpia        | 3–1 | Nacional |  | Asunción |
| 13 agosto 1986 |     |          |  |          |
| Nacional       | 1–2 | Olimpia  |  | Asunción |

## Seconda fase

### Gruppo A
| Squadra            | Pti | G | V | N | P | GF | GS | DR |
| ------------------ | --- | - | - | - | - | -- | -- | -- |
| River Plate        | 5   | 4 | 2 | 1 | 1 | 7  | 3  | +4 |
| Argentinos Juniors | 5   | 4 | 2 | 1 | 1 | 3  | 1  | +2 |
| Barcelona          | 2   | 4 | 1 | 0 | 3 | 2  | 8  | -6 |

| 4 settembre 1986   |     |                    |  |              |
| Argentinos Juniors | 0–0 | River Plate        |  | Buenos Aires |
| 11 settembre 1986  |     |                    |  |              |
| Barcelona          | 1–0 | Argentinos Juniors |  | Guayaquil    |
| 16 settembre 1986  |     |                    |  |              |
| Barcelona          | 0–3 | River Plate        |  | Guayaquil    |
| 23 settembre 1986  |     |                    |  |              |
| River Plate        | 4–1 | Barcelona          |  | Buenos Aires |
| 26 settembre, 1986 |     |                    |  |              |
| River Plate        | 0–2 | Argentinos Juniors |  | Buenos Aires |
| 30 settembre 1986  |     |                    |  |              |
| Argentinos Juniors | 1–0 | Barcelona          |  | Buenos Aires |
| Spareggio          |     |                    |  |              |
| 3 ottobre 1986     |     |                    |  |              |
| Argentinos Juniors | 0–0 | River Plate        |  | Buenos Aires |

- River Plate si qualifica alla finale per miglior differenza reti.

### Gruppo B
| Squadra | Pti | G | V | N | P | GF | GS | DR |
| ------- | --- | - | - | - | - | -- | -- | -- |
| América | 5   | 4 | 2 | 1 | 1 | 4  | 4  | 0  |
| Olimpia | 4   | 4 | 1 | 2 | 1 | 5  | 4  | +1 |
| Bolívar | 3   | 4 | 1 | 1 | 2 | 5  | 6  | -1 |

| 11 settembre 1986 |     |         |  |          |
| Olimpia           | 3–1 | Bolívar |  | Asunción |
| 16 settembre 1986 |     |         |  |          |
| Olimpia           | 1–1 | América |  | Asunción |
| 20 settembre 1986 |     |         |  |          |
| Bolívar           | 2–0 | América |  | La Paz   |
| 24 settembre 1986 |     |         |  |          |
| América           | 2–1 | Bolívar |  | Cali     |
| 30 settembre 1986 |     |         |  |          |
| Bolívar           | 1–1 | Olimpia |  | La Paz   |
| 5 ottobre 1986    |     |         |  |          |
| América           | 1–0 | Olimpia |  | Cali     |

## Finale
| Data       | Sede             | Squadra in casa | Risultato | Squadra in trasferta |
| ---------- | ---------------- | --------------- | --------- | -------------------- |
| 22 ottobre | Santiago de Cali | América         | 1 - 2     | River Plate          |
| 29 ottobre | Buenos Aires     | River Plate     | 1 - 0     | América              |
|            |                  |                 |           |                      |

| Argentina                          |
| Campione Club Atlético River Plate |